# Hockey Club Valpellice 2007-2008
Questa pagina contiene i dati relativi alla stagione hockeystica 2007-2008 della società di hockey su ghiaccio Hockey Club Valpellice.

## Roster

### Portieri
- Mark Demetz
- Marcello Platè

### Difensori
- Jaakko Harikkala
- David Lizotte
- Andrea Ricca
- Luca Rivoira
- Fabrizio Senoner
- Marco Tremolaterra
- Luca Zandonella

### Attaccanti
- Gabriele Bonnet
- Pietro Canale
- Stefano Coco
- Simone Donati
- Martino Durand Varese
- Felice Giugliano
- Dino Grossi
- Jan Jas
- Sasha Meneghetti
- Valerio Mondon Marin
- Aleksandr Petrov
- Marco Pozzi
- Kevin Senoner
- Alex Silva
- Ismo Siren
- David Stricker
- Gianluca Tomasello
- Alessandro Viglianco
- Simone Vignolo

### Allenatore
- Massimo Da Rin